# Chiesa di San Giuseppe (San Cataldo)
La chiesa di San Giuseppe  è un edificio religioso cattolico situato nel centro storico città di San Cataldo.

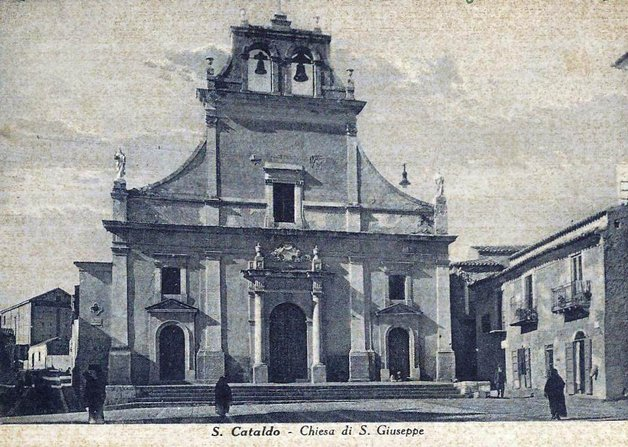
Foto antica della chiesa San Giuseppe

La chiesa è stata costruita intorno al 1660 per volontà di un certo Raffaele lo Puzzaro.
Nella prima metà del 700 don Baldassare Amico Roxas (arciprete 1720-1738) la fece ricostruire. Fu successivamente ampliata da Onofrio Poletti nel 1713 ed infine ulteriormente ingrandita qualche decennio dopo da Isidoro Amico. L'altare maggiore, dedicato a san Giuseppe, e gli otto altari laterali sono stati creati dal Lopez.
La chiesa è divisa in tre navate. La navata centrale della chiesa nel 1854 fu arricchita da decorazioni con stucchi, realizzati da Ferdinando e Filippo Rini, e conserva un ciclo di affreschi del pittore gelese Emanuele Catanese. Nel 1856, il procuratore della chiesa, il sacerdote Giuseppe Santangelo, chiese al pittore di illustrare la vita di san Giuseppe.
La facciata con i tre portoni d'ingresso è stata costruita nel 1891.
- 19 marzo: San Giuseppe.

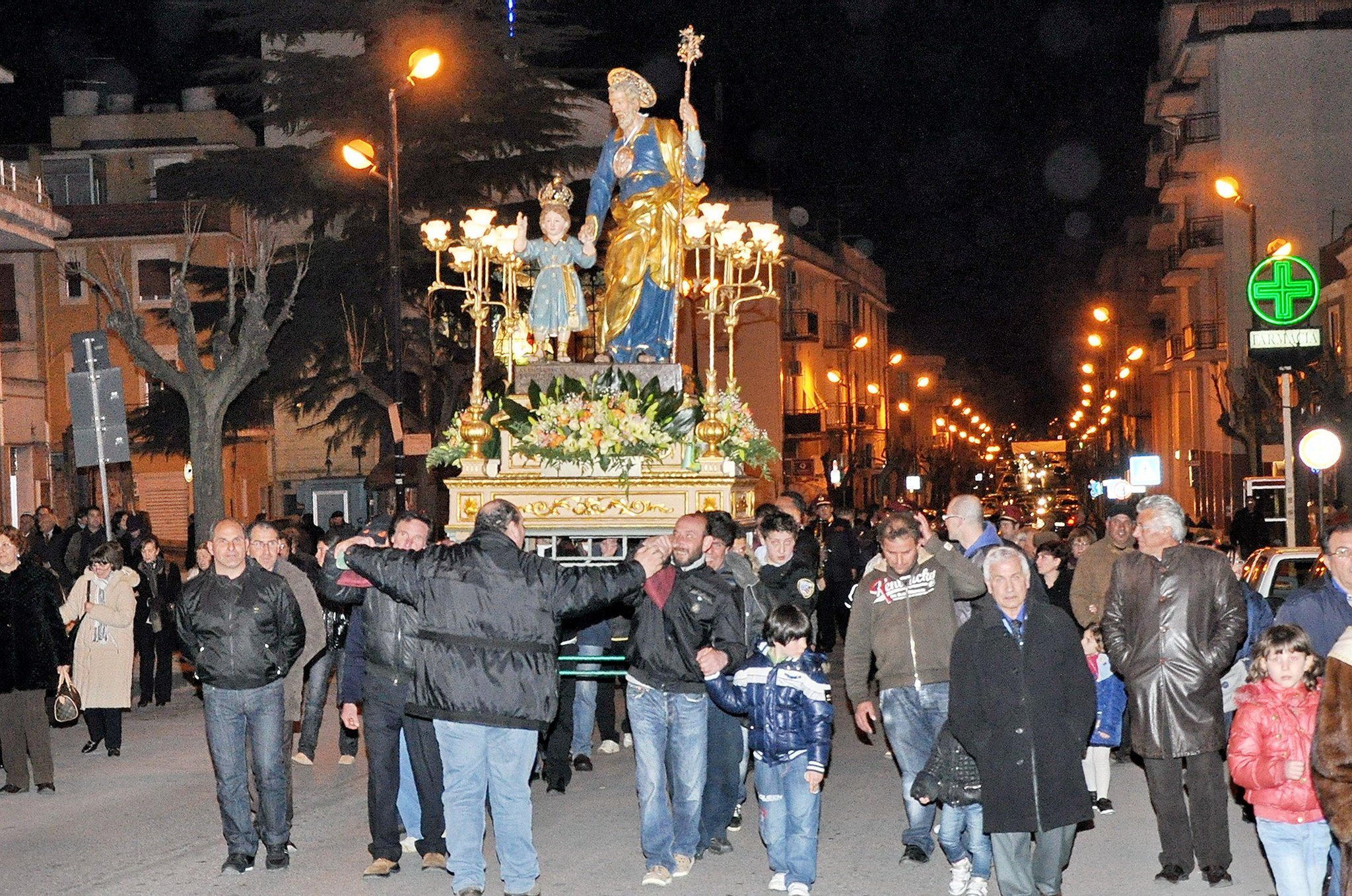
Processione San Giuseppe 19 marzo

Anticamente era fastosa e celebrata con grande solennità. Attualmente è preceduta da un triduo e il 19 marzo, giorno della festa, dopo la celebrazione della santa messa nella chiesa dedicata a San Giuseppe, la statua del santo viene portata in processione per le principali vie della città.